# Dídac Roca i Segrià
Dídac Roca i Segrià, spanisch auch Diego Roca y Sagriá, (* 17. Jahrhundert; † 17. Jahrhundert) war ein katalanischer Komponist, Organist und Chormeister der Escolania de Montserrat.

## Leben und Werk
Von Dídac Rocas Biografie sind nur wenige Details bekannt. Er war Schüler von Joan Marc an der Escola de Montserrat, der diese von 1641 bis 1658 leitete. Der Name Dídac Roca erscheint oft in Verbindung mit dem Namenszusatz „fra“ (Bruder), weshalb man annimmt, dass Roca sich zur benediktinischen Regel bekannte. Diese Hypothese wird auch durch die Tatsache gestützt, dass Roca in anderen Dokumenten über den Namen „religioso bernardo“ (Bernhard, der Religiöse) angesprochen wird.
Dídac Roca war Organist im Kloster Montserrat. Er war auch Leiter der Escolania de Montserrat. In den Jahren 1662 bis 1664 wirkte er als Organist in La Seu d’Urgell.
Von Dídac Roca sind Villancicos, Lieder und gesungene Romanzen für drei und vier Stimmen sowie das Werk Estote fortes in bello für fünf Stimmen überliefert. Aufgrund des kriegsbedingten Brandes des Klosters im Jahr 1811 sind von ihm nur sehr wenige Werke erhalten. Diese sind alle polyphon und im Barockstil komponiert.